# Vernon Lee

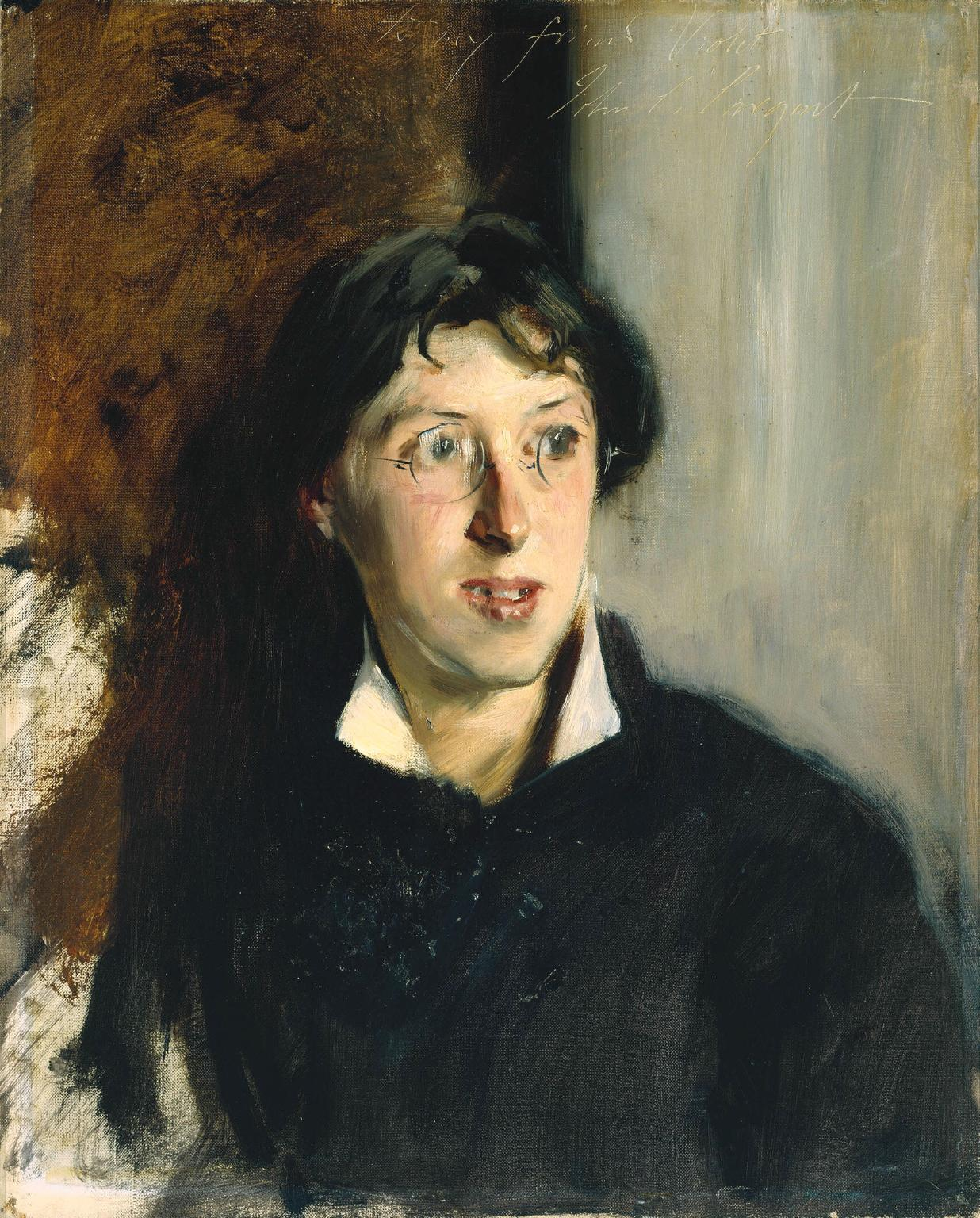
Retrat de Violet Paget per John Singer Sargent

Vernon Lee, pseudònim de Violet Paget (Boulogne-sur-Mer, 14 d'octubre de 1856 - San Gervasio Bresciano, 13 de febrer de 1935) fou una escriptora britànica, reconeguda actualment pels seus treballs assagístics sobre estètica i crítica literària, els seus contes de fantasmes i els seus poemes; va conrear a més la novel·la i el llibre de viatges, va analitzar l'art i la música italiana i va polemitzar a través del gènere assagístic amb els seus coetanis.

## Biografia
Nascuda a França, la seva família va passar tota la seva infància i joventut viatjant per Europa: Alemanya, França, Bèlgica, Itàlia... fins que l'any 1873 van decidir establir-se en una vila anomenada Il Palmerino, prop de Florència, on Vernon Lee va passar gairebé tota la seva vida adulta. La seva mare era irreligiosa i megalòmana (solia burlar-se de les genealogies de la Bíblia, però en canvi es declarava descendent dels reis de França). El seu germanastre per via materna, el poeta i diplomàtic Eugene Lee-Hamilton, onze anys més gran que ella, fou un neuròtic que es va passar vint anys al llit sense sortir de casa.
Vernon Lee tampoc va poder sortir de casa sense la companyia d'una donzella fins que va tenir vint-i-tres anys, però va ser precoç en l'aspecte literari: als tretze va publicar en un periòdic un conte en francès i als vint-i-quatre va enlluernar amb el seu primer treball d'erudició, Estudis del segle xviii a Itàlia, summament documentat i d'àmplia lectura. Tots els que la van conèixer van afirmar que era una dona de conversa brillant i de cultura i intel·ligència superior. Poc després, l'any 1881, es va presentar a Londres per iniciar una carrera literària, visita que es repetiria en altres ocasions; el seu tarannà despectiu i hipercrític li va fer, no obstant això, caure malament a gairebé tots els jerarques de les lletres, fins i tot al seu mestre en qüestions d'estètica, Walter Pater; Oscar Wilde i Henry James, els únics als quals respectava, la van evitar. Aquest últim va escriure al seu germà, el filòsof William James, la seva opinió:
És tan perillosa i estranya com intel·ligent, la qual cosa equival a dir moltíssim. El vigor i envergadura del seu intel·lecte són d'allò més infreqüent, i la seva conversa, absolutament superior. Però sigues moderat en matèria d'amistat, és una gata salvatge!.
Amb el seu pseudònim i la seva aparença masculina, lesbiana i feminista, era culta, poliglota i prolífica.
La majoria de les seves amistats van ser femenines (Mary Robinson o la pintora Clementina "Kit" Anstruther-Thomson, per exemple) i autènticament obsessives. Vestia à la garçonne i no es va casar mai ni se li va conèixer cap relació sentimental, encara que la poetessa Amy Levy es va enamorar d'ella i li va escriure el seu poema "To Vernon Lee"; va ser a més una feminista convençuda. També va professar doctrines pacifistes durant la I Guerra Mundial. Javier Marías va escriure que "els seus nombrosos i originals estudis d'estètica han quedat una mica antiquats i les seves novel·les mai van ser gaire bones, però els seus llibres sobre els esperits dels llocs i sobretot els seus relats de fantasmes o sobrenaturals l'acosten al mestratge d'Isak Dinesen". Va aprendre a tocar el clavicordi i va ser una melòmana entusiasta. Al final de la seva vida va llegir Freud, a qui considerava un obscurantista, la seva bèstia negra, i es va tornar sorda, la qual cosa la va aïllar del món encara més del que sempre ho havia estat; va morir en 1935, als setanta-vuit anys.

## Vida i obra literària
Tota la seva extensa obra, quaranta volums, gira entorn de la vida i la cultura d'Itàlia -arts plàstiques, literatura i música-, i també narracions de viatges, novel·les gòtiques i contes de misteri i fantasmes.
A Itàlia va alternar amb les principals figures literàries angleses del segle XIX: Robert Browning, Walter Pater, G.B.Shaw, Whistler, Edith Wharton; va conrear així mateix a Florència l'amistat del pintor Telemaco Signorini i de l'erudit Mario Praz.
Quant a les seves contribucions en matèria d'estètica, va exercir un paper decisiu en la introducció del concepte alemany de Einfühlung o "empatia" al món anglòfon. Aquest concepte, el del poder empatizador de l'art, apareix també en la seva narrativa, en la qual un quadre, una música o una arquitectura emmetzinats arriben a posseir els personatges protagonistes.
Va reunir els seus relats de fantasmes en quatre col·leccions: Hauntings: Fantastic Stories (1890), Vanitas: Polite Stories (1892), Pope Jacynth and Other Fantastic Tales (1904) i Four Maurice: Five Unlikely Tales (1927).
Va llegar la seva biblioteca a l'Institut Britànic de Florència, on encara pot ser consultada pels visitants. Es conserva un retrat seu realitzat per John Singer Sargent.

## Obra

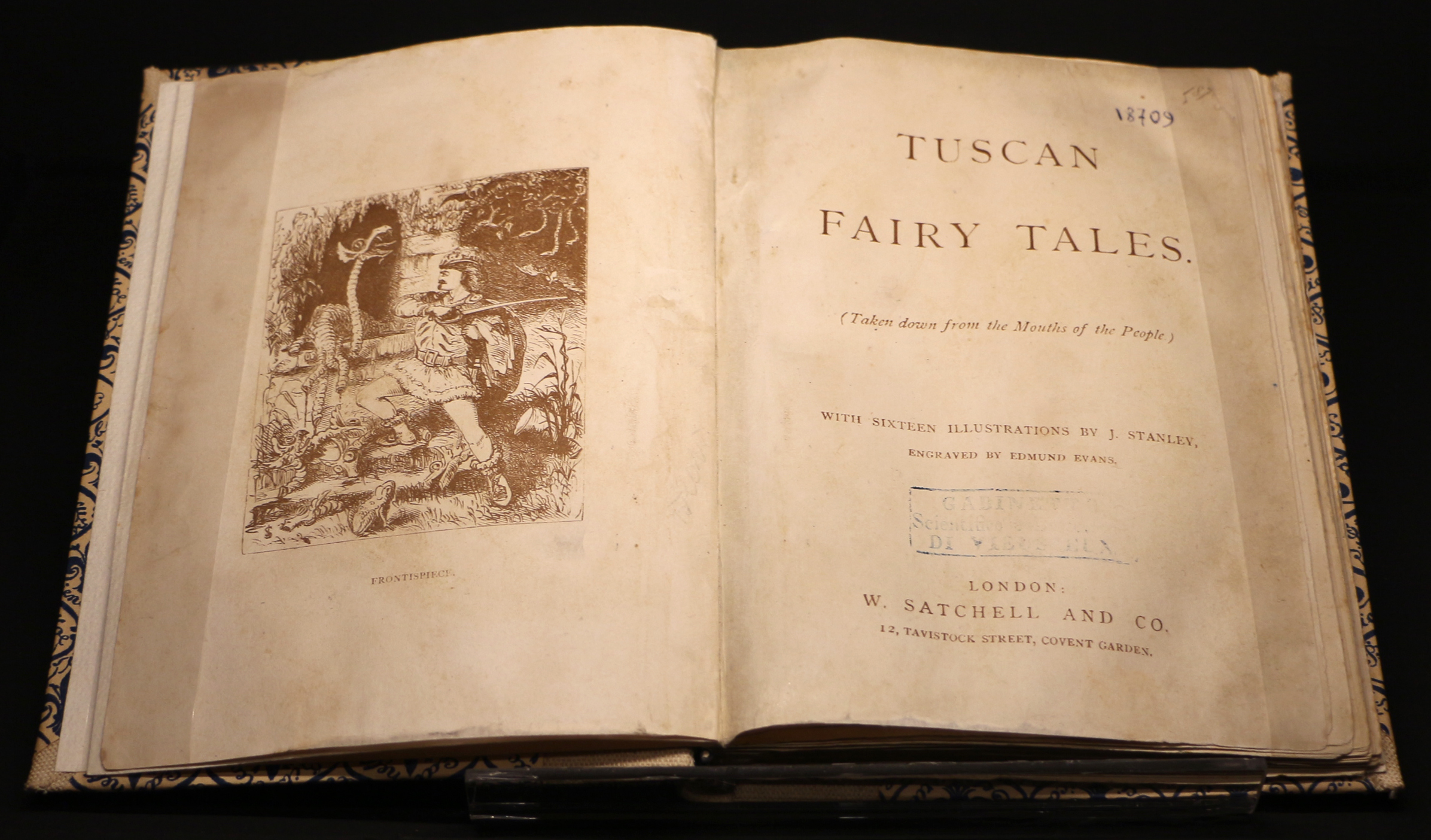
Tuscan Fairy Tales (1880)

- Studies of the Eighteenth Century in Italy (1880)
- Ottilie: An Eighteenth Century Idyl (1883)
- The Prince of the Hundred Soups: A Puppet Show in Narrative (1883)
- Belcaro, Being Essays on Sundry Aesthetical Questions (1883)
- The Countess of Albany (1884)
- Miss Brown (1884)
- Euphorion: Being Studies of the Antique and the Mediaeval in the Renaissance (1884)
- Baldwin: Being Dialogues on Views and Aspirations (1886)
- A Phantom Lover: A Fantastic Story (1886)
- Juvenilia, Being a second series of essays on sundry aesthetical questions (1887)
- Hauntings. Fantastic Stories (1890)
- Vanitas: Polite Stories (1892). Un relat d'aquesta col·lecció, «Lady Tal» es troba, precedit de nota biogràfica, a la pàg. 151 ss de l'antologia Quan es va obrir la porta. Contes de la Nova Dona (1882-1914), Alba Editorial, Clasica maior, 2008, ISBN 978-84-8428-418-5.
- Althea: Dialogues on Aspirations & Duties (1894)

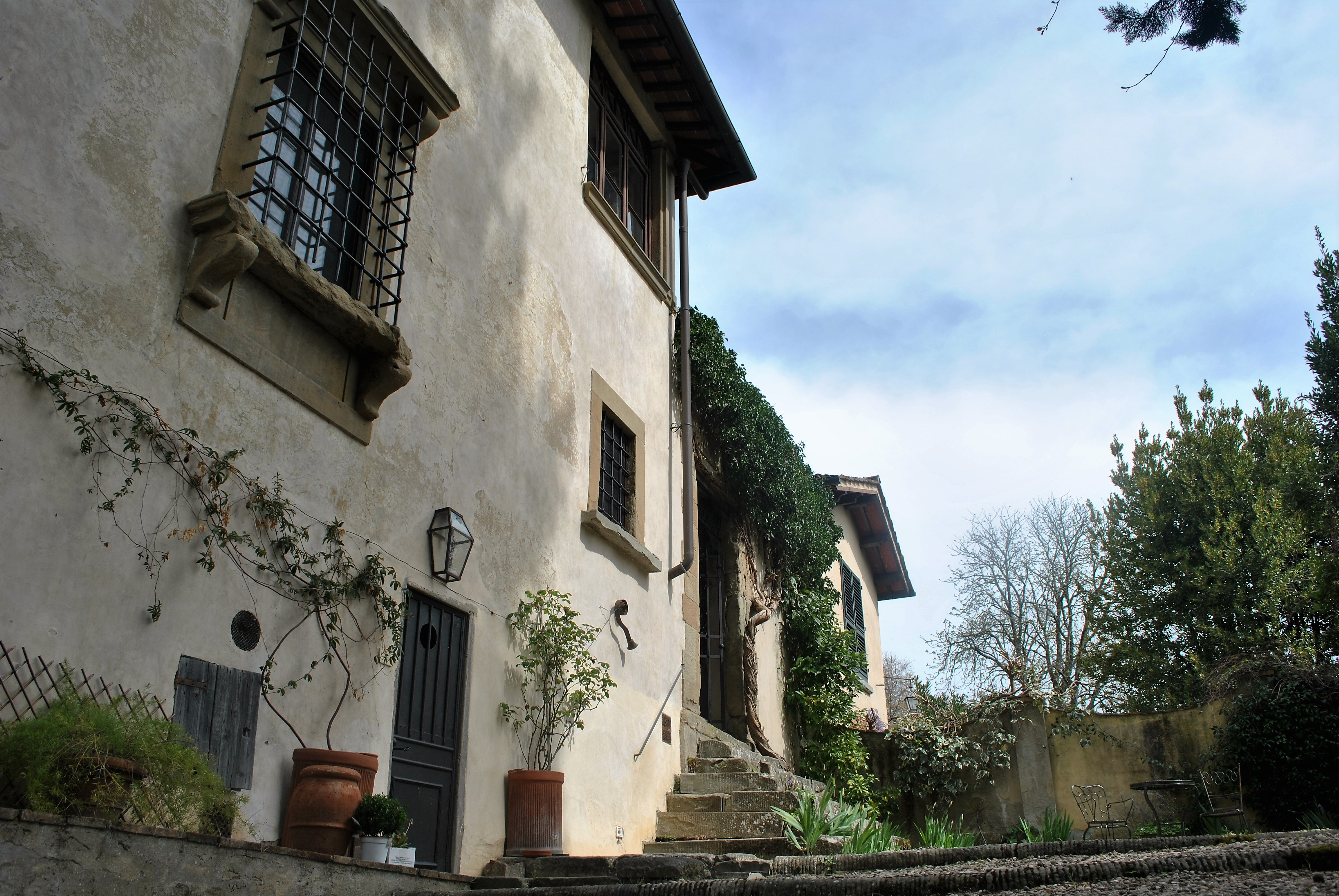
Villa II Palmerino, Florència

- Villa II Palmerino, FlorènciaRenaissance Fancies And Studies Being A Sequel To Euphorion (1895)
- Art and Life (1896)
- Limb and Other Essays (1897)
- Genius Loci (1899)
- The Child In The Vatican (1900)
- In Umbria: A Study of Artistic Personality (1901)
- Chapelmaster Kreisler A Study of Musical Romanticists (1901)
- Penelope Brandling: A Tale of the Welsh Coast in the Eighteenth Century (1903)
- The Legend of Madame Krasinska (1903)
- Ariadne in Mantua: a Romance in Five Acts (1903)
- Hortus Vitae: Essays on the Gardening of life (1904)
- Pope Jacynth - And Other Fantastic Tales (1904)
- The Enchanted Woods (1905)
- The Handling of Words and Other Studies in Literary Psychology (1906)
- Sister Benvenuta and the Christ Child, an eighteenth-century legend (1906)
- The Spirit of Rome (1906)
- Ravenna and Her Ghosts (1907)
- The Sentimental Traveller . Notes on Places (1908)
- Gospels of Anarchy & Other Contemporary Studies (1908)
- Laurus Nobili: Chapters on Art and Life (1909)
- In Praise of Old Gardens (1912)
- Vital Lies: Studies of Some Varieties of Recent Obscurantism (1912)
- The Beautiful. An Introduction to Psychological Aesthetics (1913)
- The Tower of the Mirrors and Other Essays on the Spirit of Places (1914)
- Louis Norbert. A Two-fold Romance (1914)
- The Ballet of the Nations. A Present-Day Morality (1915)
- Satan the Waster: A Philosophic War Trilogy (1920)
- Proteus or The Future Of Intelligence (1925)
- The Golden Keys (1925)
- The Poet's Eye (Hogarth Press, 1926)
- For Maurice. Five Unlikely Stories (1927)
- Music and its Lovers (1932)
- Snake Lady and Other Stories (1954)
- Supernatural Tales (1955)
- The Virgin of the Seven Daggers - And Other Chilling Tales of Mystery and Imagination (1962)

### En català
- El fantasma enamorat, Quaderns literaris, 112 (1936) // El fantasma enamorat, Laertes editorial (1987), 9788476120491
- La Verge dels set punyals; La veu perversa, Laertes Editorial (editat el 1998), 9788475843643
- Els deus i el cavaller Tanhuser, Laertes Editorial (editat el 1996), 9788475843063
- Otília, Ed. Rosa dels Vents (1937) // Otília, Ensiola Editorial (editat el 2018) 978-84-948607-1-3